# Carbon-Keramik
Bei Carbon-Keramik handelt es sich um einen mit Kohlenstofffasern verstärkten keramischen Siliciumcarbid-Verbundwerkstoff.
Eine korrektere Werkstoffbezeichnung wäre kohlenstofffaserverstärktes Siliciumcarbid oder C-faserverstärktes SiC oder, wie es in der Klasse der Verbundkeramiken eingeführt ist, kurz C/SiC.

## Anwendung
Zum Großteil wird Carbon-Keramik in Luxus- sowie Sportautomobilen für Bremsbeläge und Bremsscheiben verwendet. Dabei spielen Faktoren wie Haltbarkeit und Wirkungsgrad eine große Rolle.
Außerdem spielt der Werkstoff in Entwicklungen der Raumfahrt als Ersatz für die zurzeit eingesetzten keramischen Kacheln oder ablativen Systeme eine Rolle, die Landekapseln von Raumschiffen wie Sojus oder Raumfähren wie das Space Shuttle vor der Hitze beim Wiedereintritt in die Erdatmosphäre schützen. Hier ist die Gewichtseinsparung, die Beständigkeit gegenüber Thermoschockbelastungen und die potentielle mehrfache Verwendbarkeit von großem Interesse. Bei den meist verwendeten ablativen Systemen handelt es sich um Materialkombinationen, die beim Wiedereintritt durch die Hitze kontrolliert abbrennen und nicht wiederverwendbar sind.

## Verwendung in Bremsanlagen für Automobile

### Vorteile

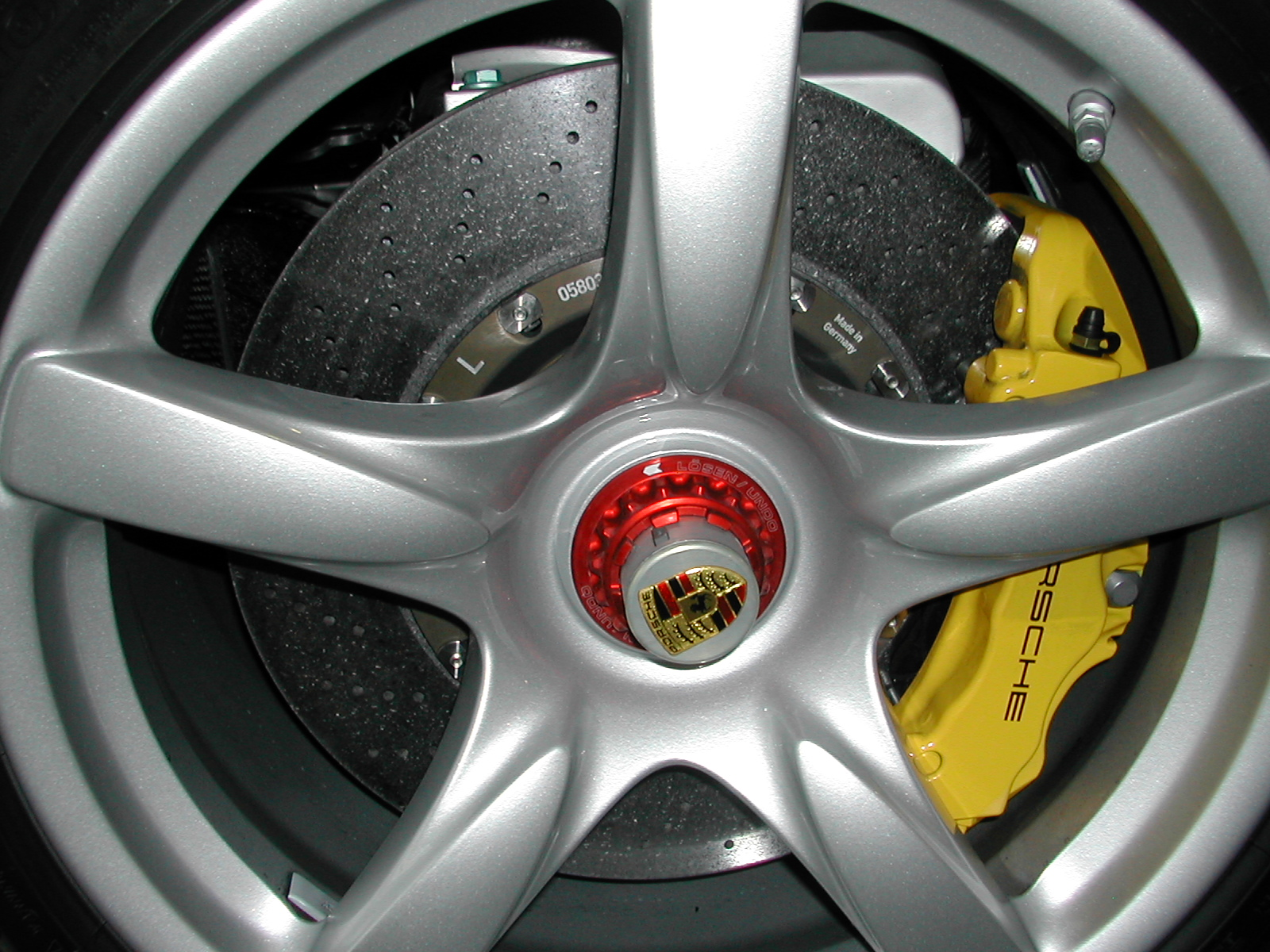
Carbon-Keramik-Bremse eines Porsche Carrera GT

Die Carbon-Keramik-Bremsbeläge oder Bremsscheiben erzielen hohe und gleich bleibende Reibwerte, unabhängig von der Oberflächenfeuchtigkeit und der Temperatur, das heißt, es gibt keinen Fading-Effekt. Sie halten sehr lange, bei normaler Fahrweise ein Autoleben lang (bis zu 300.000 km werden von Herstellern genannt). Dank der Korrosionsbeständigkeit des Materials (keine Salzkorrosion im Winter) wird die Lebensdauer der Bremsscheibe verlängert.
Außerdem sind sie bis zu 70 % leichter als herkömmliche Bremsscheiben. Dies verringert das Gewicht des Fahrwerks und bedeutet eine Verringerung der ungefederten Massen mit einer Verbesserung des Fahrbahnkontaktes der Räder. Aufgrund des geringen Gewichts ist eine Verwendung von einfachen Keramikbremsscheiben ohne eine ausgeklügelte Innenbelüftung in leichten Fahrzeugen mit hohem Innovationspotenzial durchaus möglich (zum Beispiel bei reinen E-Fahrzeugen).
Weiterhin bietet Carbon-Keramik eine sehr geringe Dichte in Verbindung mit hoher spezifischer Festigkeit, wobei die absoluten Festigkeitswerte dieser Keramik niedriger sind als die von Stahl.

### Nachteile
Carbon-Keramik hat zurzeit erheblich höhere Produktionskosten als die herkömmlich verwendeten Metalle. Das liegt unter anderem daran, dass ein Einschmelzen von fehlerhaften Scheiben wie bei einer Gussbremsscheibe nicht möglich ist. Zurzeit werden deshalb Bremsscheiben aus diesem Material nur für Sport- und Luxusfahrzeuge der gehobenen Preisklasse angeboten; ob sich Scheiben aus diesem Material im Bereich von Mittelklassefahrzeugen durchsetzen, bleibt abzuwarten.
Bei starker Belastung beginnen auch keramische Scheiben ähnlich konventionellen Bremsscheiben zu glühen. Da sie wesentlich höhere Temperaturen (1300 °C) ertragen als metallische Scheiben, muss die unmittelbare Umgebung solcher Bremsscheiben auf dieses Temperaturniveau vorbereitet sein, was von den Bremssystemherstellern durch konstruktive Maßnahmen sichergestellt wird.